# Дмоховский, Францишек Ксаверий

Герб Побог

Францишек Ксаверий Дмоховский с придомком Варда (пол. Franciszek Ksawery Dmochowski; 2 декабря 1762 — 20 июня 1808) — польский писатель, поэт и переводчик, педагог.

## Биография
Представитель литовского шляхетского рода, герба Побог.
Родился на Подляшье в 1762 году. Учился сначала в иезуитской школе, затем у пиаристов в г. Дорогочин. В 1778 году перевёлся на учёбу в коллегию пиаристов в г. Подолинец близ Спиша. В том же году стал послушником монастыря.
С 1783 до 1785 года преподавал в школе пиаристов в г. Радом. В 1785 году назначен субпрефектом ордена в Варшаве. В 1786—1787 годах преподавал латынь в колледже в г. Ломжа, с 1788 года — вновь в Радоме. В 1789 году перебрался в Варшаву, где учительствовал, был преподавателем в Варшавской школе экономики.
В 1791 году стал секретарём Гуго Коллонтая, великого литовского референдария, главы Эдукационной комиссии. В 1791—1793 годах Дмоховский был пастором прихода Воздвижения Святого Креста в г. Коло. Во время Тарговицкой конфедерации перебрался в Саксонию.
В 1794 году, во время восстания Костюшко, отказался от священства и вошёл в состав Высшего Национального совета. Стал издавать правительственный вестник «Gazeta Rządowa» — основной печатный орган инсургентов. После подавления восстания эмигрировал в Париж, где возглавлял Депутацию Польши — группировку радикального крыла эмиграции, однако вскоре вернулся в Польшу, где в 1800 году стал секретарём Общества друзей наук в Варшаве.
В 1801—1805 годах — соредактор газеты «Новый Варшавский дневник». В 1806 году переехал в своё имение в Померании. В 1808 году умер в Блоне на пути из Варшавы.
Был выдающимся польским деятелем конца XVIII века, приятелем Игнация Красицкого и Гуго Колонтая.
Его сын Франциск Салези Дмоховский, издатель, писатель, публицист и переводцик.
Похоронен в Варшаве на кладбище Старые Повонзки.

## Творчество
Автор праздничных стихов, брошюр, трактатов политического содержания (самый известный — «Об установлении и падении Конституции 3 мая 1791 г.»). Одним из его главных достижений был первый полный перевод «Илиады» Гомера на польский язык. Он также перевёл фрагменты «Одиссеи», «Энеиды», ряд произведений Горация, Лукана, «Потерянный рай» Мильтона, «Жалоба, или Ночные размышления о жизни, смерти и бессмертии» Э. Юнга. Его «Sztuka rymotwòrcza» («Искусство поэзии», 1788) заучивался наизусть в польских школах.
Наиболее значимым является стихотворный труд — первая польская поэтика «Искусство поэзии» (1788). Написанный по образцу «L’Art Poétique» («Поэтического искусства») французского поэта Н. Буало и повторяет многие его положения. В то же время Дмоховский обосновывал свою теорию мещанской драмы, существовавшей до Дидро. Современность Дмоховский противопоставлял античной тематике, выступая против устаревшей трактовки правил классицизма и утверждая, что для гения вообще не существует эстетических канонов, — своим творчеством он создаёт их сам.

## Избранные сочинения
- List Sandomierzanki do Podolanki, Kraków 1784,
- Kolęda do narodu na rok 1785
- Orzeł i paw. Bajka, Warszawa 1786
- O cnotach towarzyskich i występkach im przeciwnych, Warszawa 1787
- Pochwała dobroczynności Jegomości Pana Karpia, chorążego upitskiego, Warszawa 1787
- Sztuka rymotwórcza. Poema we czterech pieśniach , Warszawa 1778
- Oratio pro instauratione studiorum in scholis Varsaviensis Scholarum Piarum, Warszawa 1789
- Zakus nad zaciekami Wszechnicy Krakowskiej, czyli uwagi nad niektórymi tej akademii dysertacjami, Warszawa 1789
- Urywek z bicza kręconego w Krakowie z okazji «Zakusu nad zaciekami Wszechnicy Krakowskiej», Warszawa 1789
- Mowa o potrzebie i sposobie uczenia się łaciny, przy dorocznym otwarciu szkół warszawskich XX Scholarum Piarum, Warszawa 1790
- Do Stanów z okoliczności uchwały sto tysięcy wojska, 1791
- Oda o sprawiedliwości, 1791
- Idées sur la Pologne et sur les suites que doit avoir le partage de ce pays, Paryż 1796.